# Lumbrineriopsis paradoxa
Lumbrineriopsis paradoxa é uma espécie de anelídeo pertencente à família Lumbrineridae.
A autoridade científica da espécie é Saint-Joseph, tendo sido descrita no ano de 1888.
Trata-se de uma espécie presente no território português, incluindo a sua zona económica exclusiva.